# Seznam uradnih jezikov Indije
Indija pozna veliko raznolikost govorjenih jezikov med različnimi skupinami ljudi. Ugotovljenih je bilo vsaj 30 različnih jezikov in prek 2000 narečij. Ustava Indije je določila rabo hindijščine in angleščine kot uradna občevalna jezika nacionalne vlade. Poleg tega navaja seznam 18 »uvrščenih jezikov«, ki jih lahko vlade posameznih zveznih držav določijo za administrativno rabo, kot sredstvo sporazumevanja med nacionalno in ragionalnimi vladami ter tudi kot jezik, v katerem poteka izpit za kandidate za uslužbence državne uprave.
Angleščina je leta 1965 izgubila enakovreden status s hindijščino in postala »pridruženi dodatni uradni jezik«, pri čemer naj bi se ob periodičnih revizijah ugotovil primeren čas za popoln prehod na hindijščino. Zaradi nasprotovanja in protestov določenih zvezvnih držav, v katerih hindijščina ni uradni jezik, je ostala dejanska dvojnost uradnih jezikov. Zaradi hitre industrializacije in mednarodnega vpliva na gospodarstvo angleščina ostaja priljubljeno in vplivno sredstvo sporazumevanja v upravi in vsakodnevnem življenju, zato so načrti o njenem opuščanju do nadaljnjega dejansko zamrznjeni.

## Uradna jezika osrednje administracije
- hindijščina
- angleščina

## Priznani uradni jeziki Indije (seznam uvrščenih jezikov)
Priloga osem (Seznam) k Ustavi Indije vsebuje seznam 22 uradnih indijskih jezikov. Spodnja tabela našteva teh 22 uradnih jezikov Republike Indije kot je veljalo maja 2008. V tabeli so prikazane tudi zvezne države in zvezna območja, kjer je posamezen jezik najbolj široko govorjen in uporabljen kot uradni jezik tiste zvezne države.
| Jezik                                  | Jezikovna družina            | Število govorečih (v miljonih, 2011) | Uradno priznanje v zvezni državi(ah) |
| -------------------------------------- | ---------------------------- | ------------------------------------ | --- |
| asamščina                              | indo-arijski, vzhodni        | 15.3                                 | Asam, Arunačal Pradeš |
| bengalščina                            | indo-arijski, vzhodni        | 97.2                                 | Zahodna Bengalija, Tripura, Asam, Andamanski in Nikobarski otoki, Džarkhand |
| bodo jezik                             | tibetansko-burmanski         | 1.48                                 | Asam |
| dogri jezik                            | indo-arijski, severozahodni  | 2.6                                  | Džamu in Kašmir, Himačal Pradeš, Pandžab |
| gudžaratščina                          | indo-arijski, zahodni        | 55.5                                 | Dadra in Nagar Haveli, Daman in Diu, Gudžarat |
| hindijščina                            | indo-arijski                 | 528                                  | Andamanski in Nikobarski otoki, Bihar, Čandigar, Dadra in Nagar Haveli, Čatisgar, Delhi, Gudžarat, Harjana, Himačal Pradeš, Džarkand, Madja Pradeš, Džamu in Kašmir, Mizoram, Radžastan, Utar Pradeš, Utarakand in Zahodna Bengalija |
| kanareščina                            | dravidski                    | 43.7                                 | Karnataka |
| kašmirščina                            | indo-arijski, dardijski      | 6.8                                  | Džamu in Kašmir |
| konkanščina                            | inndo-arijski, južni         | 2.25                                 | Maharaštra, Goa, Karnataka in Kerala (konkanska obala) |
| maitilski jezik                        | indo-arijski, vzhodni        | 13.6                                 | Bihar, Džarkand |
| malajalščina                           | dravidski                    | 34.8                                 | Kerala, Lakšadvip, Pudušeri, Andamanski in Nikobarski otoki |
| manipurščina (tudi meitei ali meithei) | tibetansko-burmanski         | 1.8                                  | Manipur |
| maratščina                             | indo-arijski, južni          | 83                                   | Maharaštra, Goa, Dadra in Nagar Haveli, Daman in Diu |
| nepalščina                             | indo-arijski, severni        | 2.9                                  | Sikim, Utarakand in Zahodna Bengalija |
| orijščina                              | indo-arijski, vzhodni        | 37.5                                 | Orisa, Džarkand, Zahodna Bengalija |
| pandžabščina                           | indo-arijski, severozahodni  | 33.1                                 | Čandigar, Delhi, Pandžab, Zahodna Bengalija |
| sanskrt                                | indo-arijski                 | 0.02                                 | Utarakand |
| santalščina                            | mundščina                    | 7.3                                  | Govorijo Santalci v glavnem v državi Džarkand kot tudi v državah Asam, Bihar, Čatisgar, Mizoram, Orisa, Tripura, Zahodna Bengalija                                                                                                   |
| sindščina                              | indo-arijski, severnozahodni | 2.7                                  | Sind (sedaj Sind v Pakistanu) |
| tamilščina                             | dravidski                    | 69                                   | Tamil Nadu, Andamanski in Nikobarski otoki, Pudušeri |
| telugu                                 | dravidski                    | 81.1                                 | Andra Pradeš, Telangana, Pudušeri, Andamanski in Nikobarski otoki |
| urdujščina                             | indo-arijski, osrednji       | 50.7                                 | Džamu in Kašmir, Telangana, Džarkand, Delhi, Bihar, Utar Pradeš in Zahodna Bengalija |

## Drugi pogosti jeziki v Indiji
- bodžpurščina (jezik v zvezni državi Bihar)